# Melectoides triseriatus
Melectoides triseriatus är en biart som först beskrevs av Heinrich Friese 1908.  Melectoides triseriatus ingår i släktet Melectoides och familjen långtungebin. Inga underarter finns listade i Catalogue of Life.